# Communications in Partial Differential Equations
Communications in Partial Differential Equations is een internationaal, aan collegiale toetsing onderworpen wetenschappelijk tijdschrift op het gebied van de wiskunde en de toegepaste wiskunde. De naam wordt in literatuurverwijzingen meestal afgekort tot Comm. Part. Differ. Equat. Het wordt uitgegeven door Taylor & Francis en verschijnt maandelijks. Het tijdschrift is opgericht in 1976.